# Rudolf Ernst Wolf

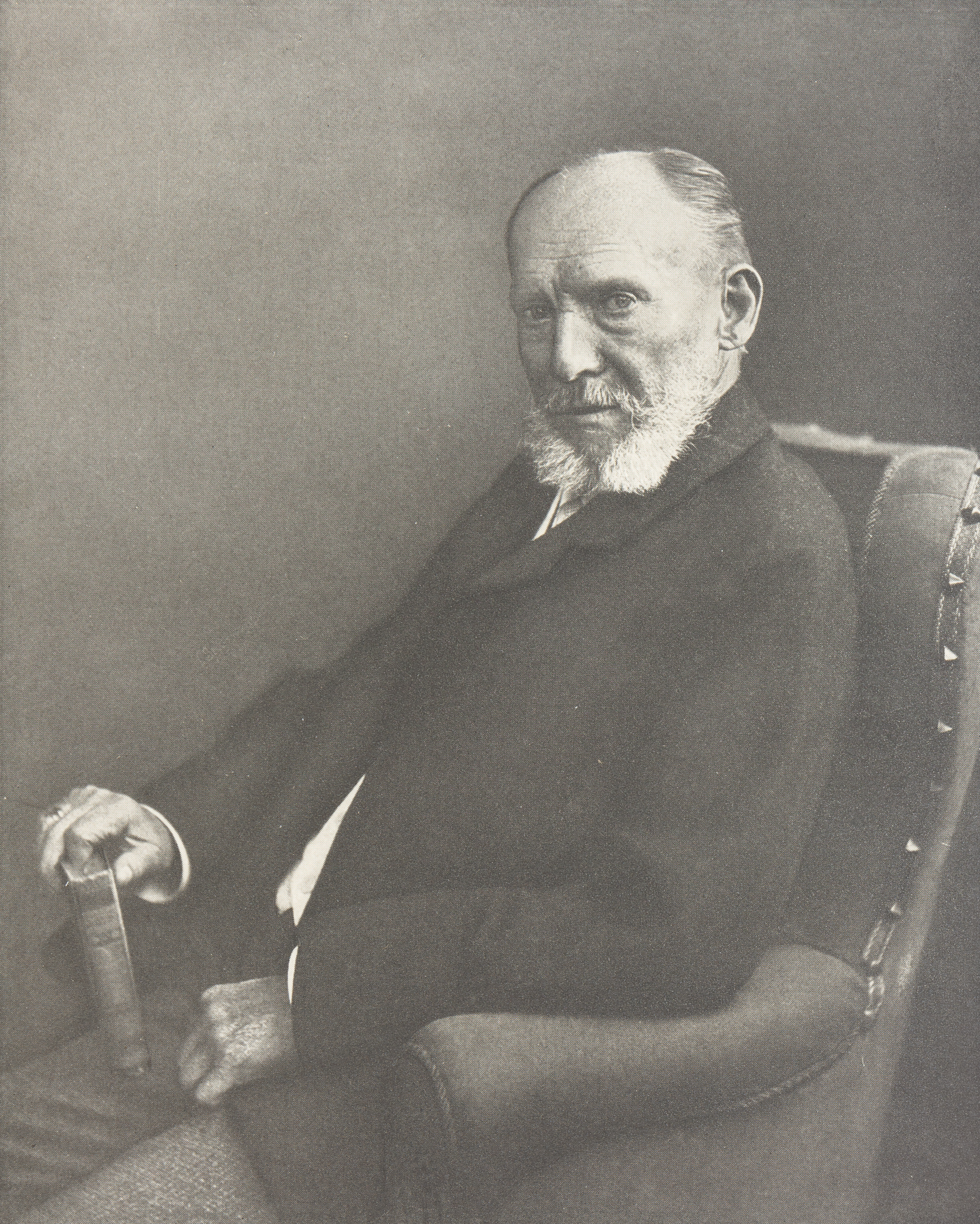
Rudolf Ernst Wolf

Rudolf Ernst Wolf (* 26. Juli 1831 in Magdeburg; † 20. November 1910 ebenda) war ein deutscher Konstrukteur, Unternehmer und Gründer der „Maschinenfabrik R. Wolf“ in Magdeburg.

## Leben

### Kindheit und Ausbildung

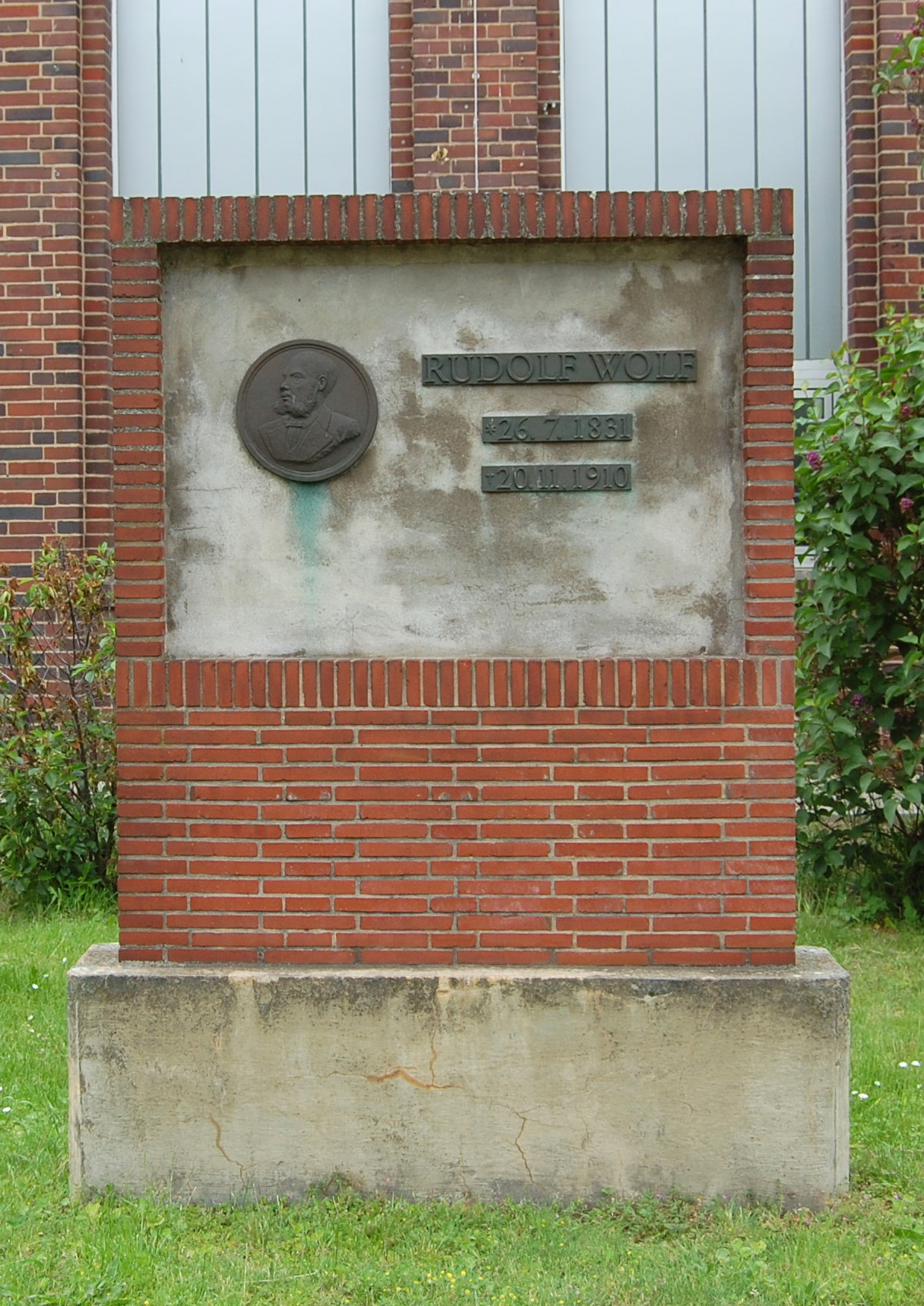
Denkmal auf dem Werksgelände in Salbke

Rudolf Wolf war siebtes von neun Kindern von Friedrich Wilhelm Wolf (Lehrer für Mathematik, Geschichte und Griechische Sprache am Magdeburger Domgymnasium) und Dorothea Christiane Elisabeth Wolf, geborene Schmidt. Die Familie lebte an der Adresse Hinter dem Dom 9, unmittelbar südlich des Magdeburger Doms, heute die unbebaute Südseite der Straße Am Dom. Auch Rudolf Wolf war hier geboren worden. Seine Kindheit wird als glücklich beschrieben, wenn auch die Familie wirtschaftlich sparsam lebte. Rudolf spielte häufig in den unmittelbar angrenzenden Anlagen der zur Festung Magdeburg gehörenden Bastion Cleve. Überliefert ist eine Begebenheit, wonach die Kinder alte Kugeln aus dem Festungsgelände entfernt und damit vor dem elterlichen Haus gespielt hatten. Ein Unteroffizier erwischte Rudolf und seinen Bruder August dabei, nahm ihnen die Kugeln ab und brachte die Kinder zum Brigadier der Artillerie, der ihnen eine Strafpredigt hielt. Bei dem Brigadier soll es sich um den späteren preußischen Kriegsminister Karl Adolf von Strotha gehandelt haben.
Als erste Schule besuchte er für drei Jahre die Schule der Königlichen Schullehrer-Seminarschule in der Magdeburger Prälatenstraße 29. Einer seiner Schulkameraden war der später ebenfalls im Maschinenbau tätige Otto Gruson. Die Familie zog dann in das 1506 gebaute Haus Kreuzgangstraße 5. Rudolf besuchte ab dem Winter 1846/47 das Domgymnasium, wobei er in seinen persönlichen Erinnerungen diese Schulzeit als „wenig erquicklich“ schilderte. Lehrer gingen mit unangemessener Gewalt gegen die Schüler vor und beherrschten zum Teil ihr Fach nicht. Positiver, wenn auch mit den Schülern überfordert, schilderte er seinen Musiklehrer Johann Joachim Wachsmann. Als Jugendlicher trat Wolf der Turnbewegung bei. Wolf wechselte jedoch später wegen seines Interesses für die Technik zum Realgymnasium. Als Kind hatte er erwogen Pfarrer zu werden, interessierte sich dann jedoch zunächst für Architektur, zeigte aber bald großes Interesse am Maschinenbau. 1847 legte er die Mittlere Reife ab. Er entschied sich gegen eine weitere Schulausbildung und nahm, trotz Zweifel seiner Eltern, ein Praktikum in der Maschinenfabrik der „Vereinigten Hamburg-Magdeburger Dampfschiffahrts-Compagnie“ in Buckau bei Magdeburg auf. Sein Vater hatte persönliche Beziehungen zur dortigen Geschäftsleitung, da die Söhne des Fabrikdirektors Albrecht Tischbeins zu seinen Schülern gehörten. Tischbein verzichtete auf die übliche Forderung nach einem vom Lehrling zu zahlendem Lehrgeld. Wolf nahm zu Ostern am 12. April 1847 das Praktikum auf, wobei sich das Unternehmen jedoch kaum mit der Ausbildung der Praktikanten befasste. Da Buckau als zu weit von Magdeburg entfernt angesehen wurde, nahm Wolf sich ein Zimmer in Buckau.
Von 1849 bis 1851 besuchte Rudolf Wolf die Provinzial-Gewerbeschule in Halberstadt, wo er eine umfassende theoretische Ausbildung erhielt. Obwohl ihn der Direktor der Schule versuchte zu überreden, verzichtete Wolf auf die Ablegung des freiwilligen Abschlussexamens. Ursächlich war wohl eine bestehende Prüfungsangst. Zum Abschluss seiner Ausbildung nahm Wolf Oktober 1851 in der F. Wöhlert’schen Maschinenbau-Anstalt in Berlin, unter dem Chefingenieur und technischen Direktor Hermann Gruson eine Tätigkeit als Volontär auf. Wolfs Vater war mit Louis Gruson, dem Vater Grusons, befreundet, wodurch sich eine persönliche Vermittlung ergab. Die Tätigkeit war fachlich sehr vielseitig. Neben Lokomotiven war Wolf mit Dampfhämmern, Weichen, Drehscheiben und Sägemühlen beschäftigt. Er erhielt eine Vergütung von zunächst 16 und später 25 Talern im Monat. Da die von Gruson geführten Bereiche des Unternehmens Verluste machten, musste Gruson das Unternehmen verlassen. Die von ihm zur Firma gebrachten Ingenieure, darunter auch Wolf, mussten ebenfalls gehen.

### Tätigkeit in Stuttgart-Berg
Wolf plante im Bereich der rheinisch-westfälischen Industrie eine neue Anstellung anzustreben. Im April 1854 traf er sich mit dem Stuttgarter Fabrikanten Gotthilf Kuhn im Restaurant des Magdeburger Bahnhofs. Das Treffen erfolgte auf eine Empfehlung von Hermann Gruson. Im Ergebnis des Gesprächs ging Wolf 1854 für ein Jahresgehalt von 400 Talern nach Stuttgart-Berg und arbeitete dort ab dem 17. April 1854 als Oberingenieur in der Maschinen- und Kesselfabrik G. Kuhn. Die Fabrik war im Verhältnis zur Maschinenfabrik Buckau und Wöhlert recht klein. Wolf konnte sich hierbei jedoch in konstruktiven Fragen vervollkommnen und lernte auch die finanziellen Aspekte einer Maschinenfabrikation kennen. Erstmals beschäftigte er sich hier mit Lokomobilen. 1855 besuchte er die Weltausstellung in Paris.
Wolf heiratete am 13. Mai 1856 in Stuttgart-Berg seine erste Frau Emilie Höfer, Tochter eines örtlichen Maurer- und Steinhauermeisters. Die Eheleute bezogen eine Wohnung in Stuttgart-Berg.
Der wirtschaftliche Erfolg der Fabrik nahm zu, Wolf wurde mit einem kleinen Prozentsatz am Reingewinn beteiligt und verdiente jährlich 1300 Gulden, die ihm jedoch als sehr bescheiden erschienen. Durch die in Stuttgart erworbenen Kenntnisse über die Technik und den steigenden Bedarf am Markt gelangte Wolf zu dem Entschluss, ein eigenes Unternehmen zu gründen. Zunächst plante er eine Selbständigkeit in Württemberg. Er beschäftigte sich intensiv mit dem Erwerb einer Maschinenfabrik in Lörrach. Kuhn erhöhte sein Gehalt auf 1900 Gulden, womit Wolf zunächst zufrieden war, plante jedoch bald wieder hinsichtlich einer Selbständigkeit. Er plante als erster deutscher Fabrikant, sich speziell dem Bau von Lokomobilen zu widmen.

### Aufbau der Maschinenfabrik Wolf

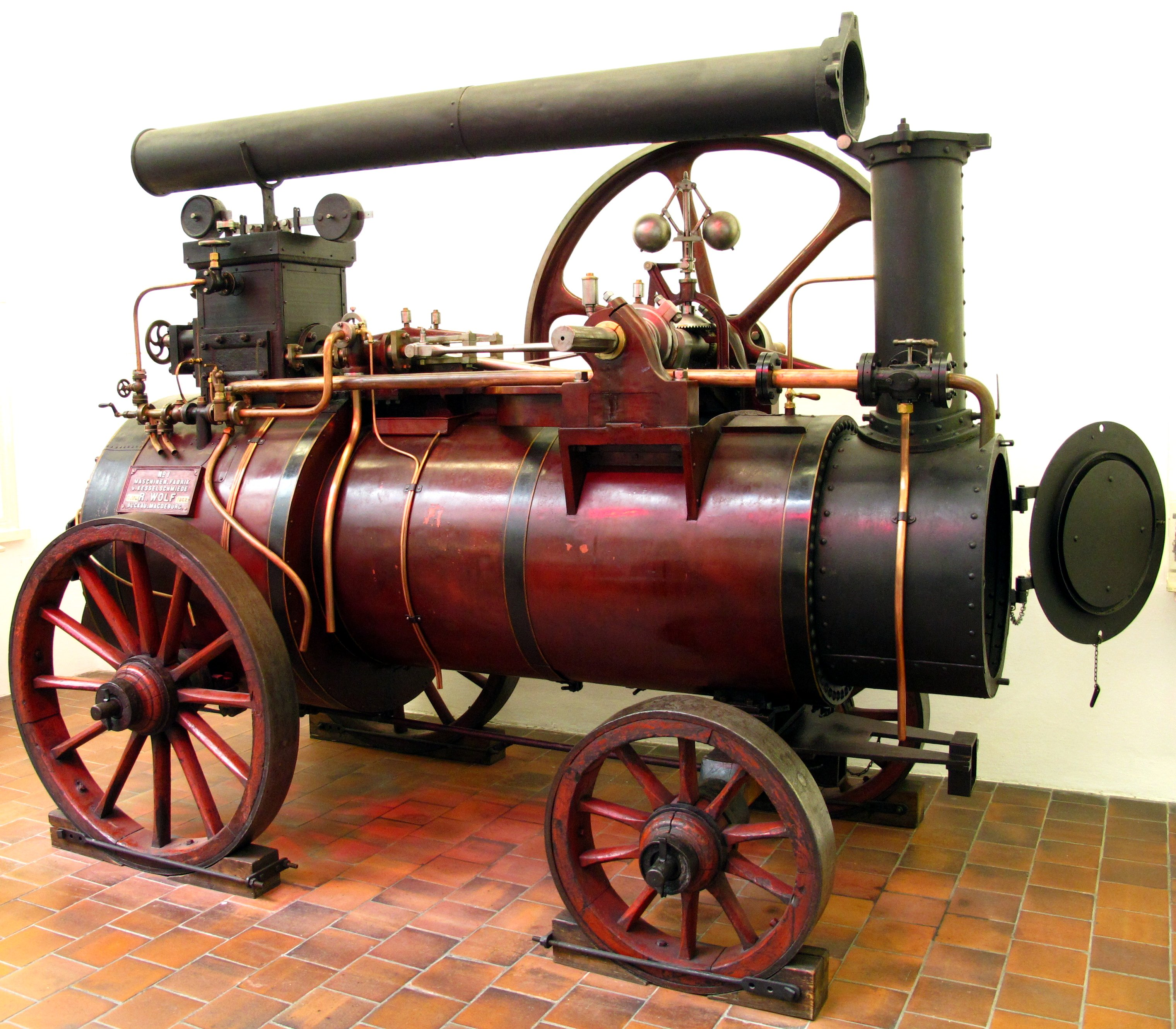
Erste Lokomobile der Firma R. Wolf aus dem Jahre 1862

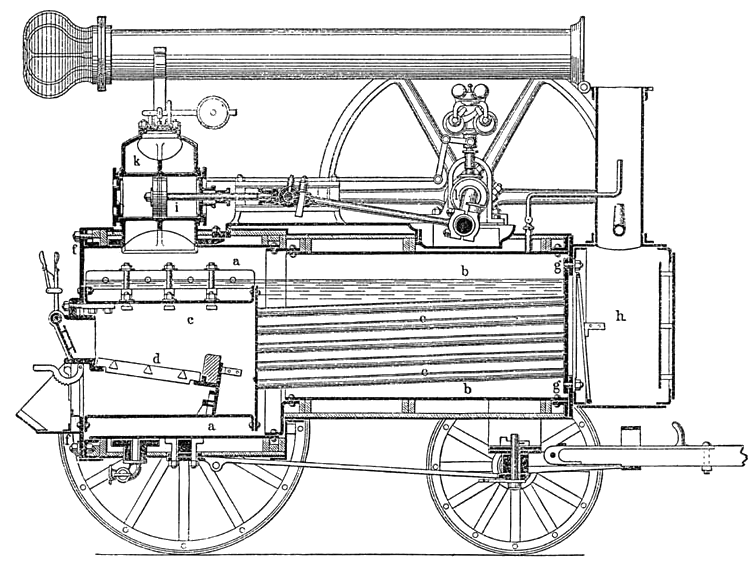
Längsschnitt durch eine Lokomobile um 1885

Am 13. März 1862 kaufte er, nach Beratung mit dem ihm noch aus seiner früheren Buckauer Zeit bekannten Buckauer Bürgermeister Christoph Griesemann, für 2900 Taler am Feldweg in Buckau ein Grundstück und gründete die Firma „Maschinenfabrik R. Wolf“. Fünf Tage später begann der Bau der Fabrikanlagen. Es entstanden ein Fabrik- und ein Verwaltungsgebäude. Darüber hinaus wurde ein Wohnhaus errichtet. Er erwarb diverse Werkzeugmaschinen verschiedener Hersteller und eine 8-PS-Lokomobile der Firma Kühn. Am 16. Juni 1862 nahm das Unternehmen zunächst mit sechs Beschäftigten die Arbeit auf. Es entstand ein erstes einzylindriges Lokomobile mit acht PS, das sich durch einen geringen Dampfverbrauch auszeichnete. Unter der Leitung Wolfs wurden die Produkte ständig technisch verbessert und die Kapazitäten erhöht. Anfänglich griff Wolf noch häufig selbst zum Werkzeug, um die im Bau von Lokomobilen unerfahrenen Mitarbeiter anzuleiten. Die Beschäftigtenzahl des Werkes stieg bis 1871 auf 87.
Rudolf Wolf beteiligte sich als stiller Teilhaber am von seinem Schulfreund Otto Gruson gegründeten Unternehmen, welches ab da als O. Gruson & Comp. firmierte.
1873 heiratete Wolf seine zweite Frau die Tochter eines Gutsbesitzers Ottilie Litzmann aus Schoenermark bei Kyritz und hatte mit ihr drei Söhne und zwei Töchter. Die beiden ältesten Söhne Rudolf und Max übernahmen später die Firma. Die weiteren Kinder waren Franz, Ottilie und Elisabeth.
Im Jahr 1874 erfolgte bereits der Bau der 500. Lokomobile, die 5000. entstand 1895. Das Unternehmen erlangte auf seinem Gebiet Weltruf. Wohl auch deshalb konnte die erste im Jahr 1862 gebaute Lokomobile 1887 nach 25 Jahren Einsatz vom Besteller zurückgekauft werden. Sie diente dann noch 15 Jahre in der Tischlerei des Unternehmens und wurde 1904 dem Deutschen Museum in München geschenkt. Wolf war auch in anderen technischen Bereichen tätig. So entwickelte er mit der Buckauer Schraube einen speziell für die Flussschifffahrt geeigneten Schiffspropeller. Auch befasste er sich mit Einrichtungen zur Ausbringung von Tiefbohrungen.

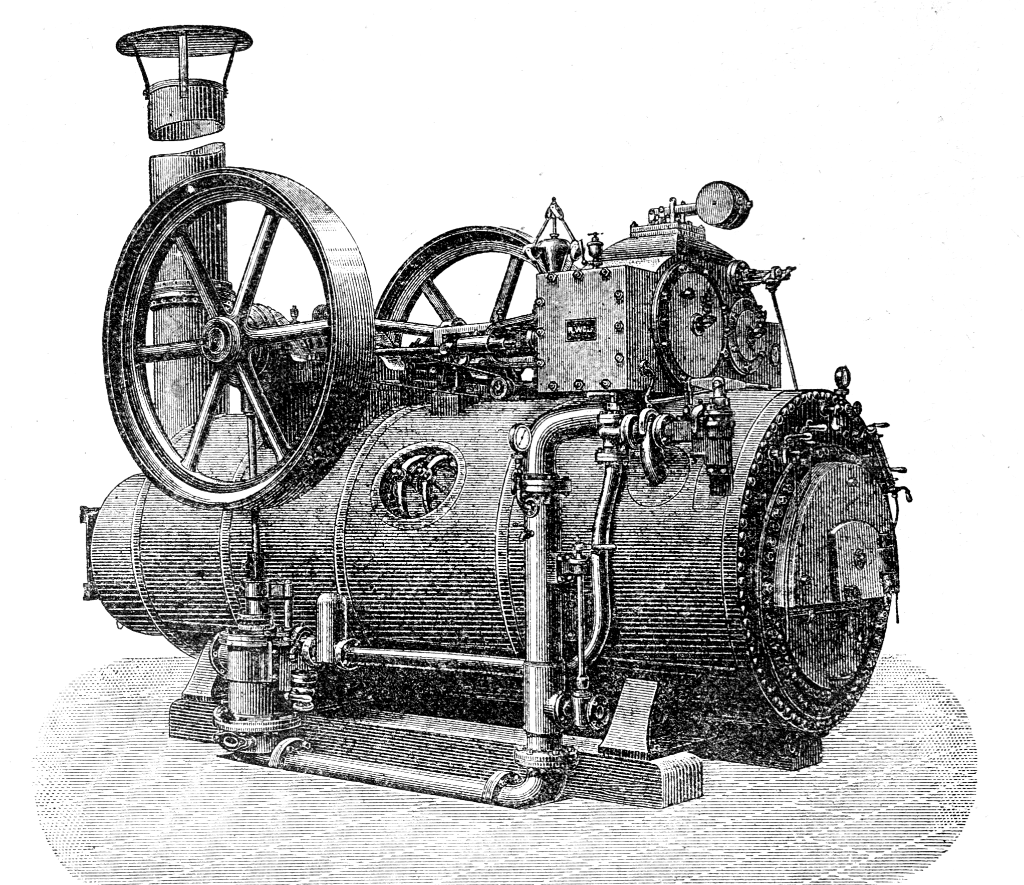
Reklame einer Wolfschen Lokomobile um 1886

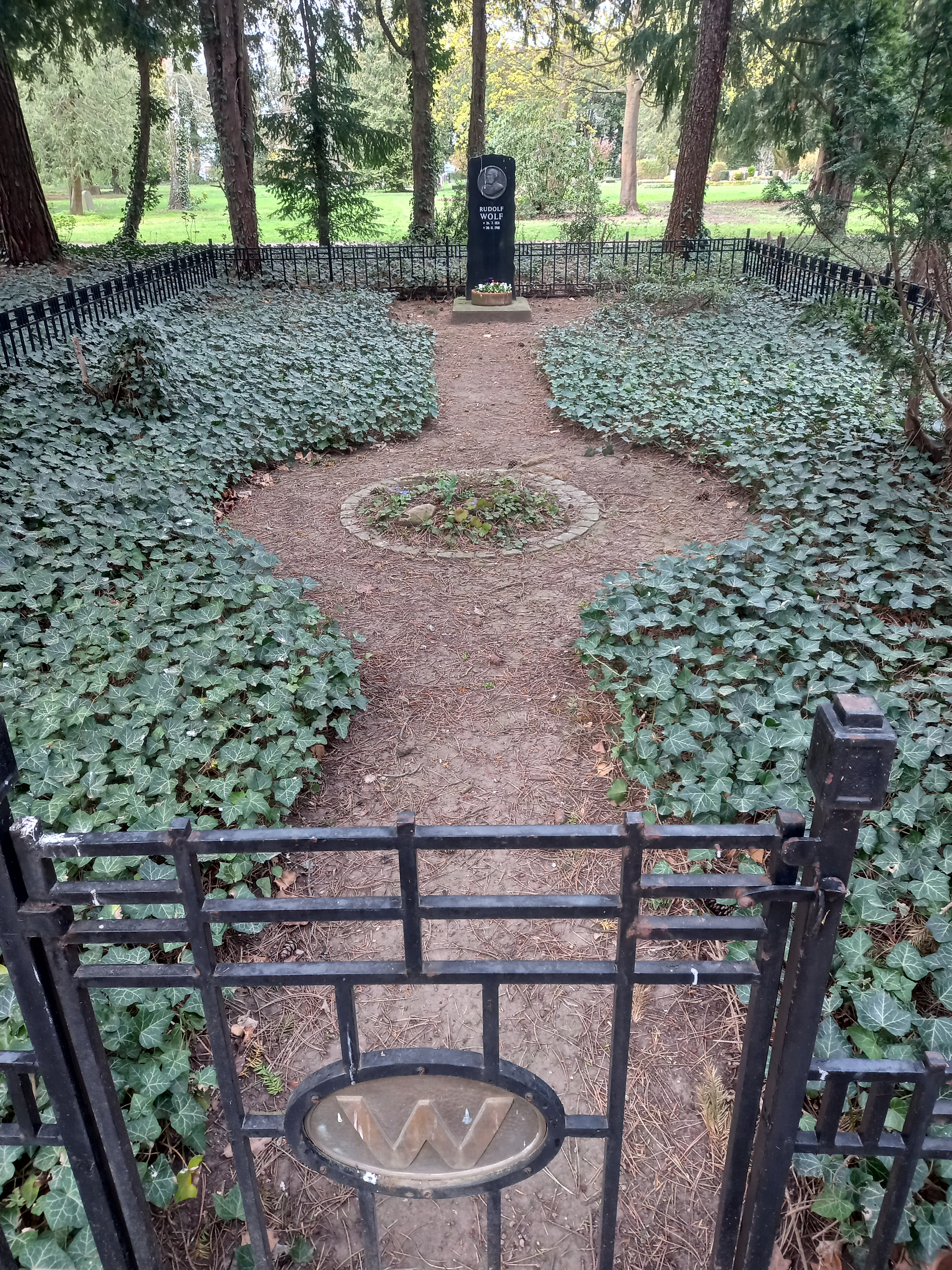
Das Grab von Rudolf Ernst Wolf auf dem Westfriedhof (Magdeburg)

1888 erlitt Wolf in Berlin auf dem Weg zu einer Vorstandssitzung des Vereins Deutscher Ingenieure (VDI) einen Schlaganfall, der seine berufliche Tätigkeit schwer beeinträchtigte. Nach etwa einem Jahr war ihm dann wieder im eingeschränkten Umfang eine berufliche Tätigkeit möglich. Wolf blieb so noch längere Zeit erfolgreich in leitender Funktion im Unternehmen. Seinen Wohnsitz verlegte er 1889 weg vom Werk nach Magdeburg-Sudenburg in die zuvor von Bankdirektor Albert Marcks errichtete großzügige Villa in der Westendstraße 38/39, der heutigen Klausenerstraße 11-13. Darüber hinaus hatte das Ehepaar Wolf ein Landhaus in der Punierstraße 23 in Ilsenburg mit Park, Teich und Garten.
Nach der Jahrhundertwende verlegte Wolf das Werk nach Magdeburg-Salbke, wo später 3000 Arbeiter beschäftigt waren. Wolf weitete das Geschäftsfeld seines Unternehmens auf komplette Anlagen für Brauereien und Zuckerfabriken aus und nahm auch technische Anlagen für Kreiselpumpen und Tiefbohrungen in das Programm auf.
Gemäß Wolfs unternehmerischem Leitbild wurde größter Wert auf Qualität gelegt. Von Wolf ist der häufige Ausspruch „Sauber, nur sauber, ganz gleich was es kostet!“ überliefert. Schon vor der bismarck'schen Sozialgesetzgebung führte Wolf in seiner Firma Sozialleistungen ein, gründete eine Pensions-, Witwen- und Waisenkasse und richtete in Braunlage ein Kur- und Erholungsheim ein.
Neben seiner technischen Begabung wird Rudolf Wolf auch Willensstärke und Zähigkeit zugeschrieben. Darüber hinaus wird ihm auch Humor, soziales Engagement und der Wunsch nach engem Kontakt zu den Mitarbeitern des Unternehmens bescheinigt. Als negative Eigenschaften wird eine Veranlagung zum Jähzorn sowie zum gelegentlichen Alkoholmissbrauch angedeutet.
Um 2.00 Uhr morgens verstarb Rudolf Wolf am 20. November 1910. Die Beisetzung erfolgte am 23. November 1910 auf dem Magdeburger Westfriedhof unter großer Anteilnahme und Anwesenheit von regionalen Würdenträgern.

## Vereinsarbeit
Er engagierte sich auch außerhalb seines Unternehmens. Wolf gehörte dem in Magdeburg tätigen Verein Athene an und hielt dort Vorträge zu unterschiedlichsten Themen wie der Geschichte Württembergs, Erdkunde, Ästhetik, Verkehr oder der Entwicklung der Wissenschaft. Bereits 1862 trat er dem Verein Deutscher Ingenieure (VDI) bei. Mehrfach hielt er auch hier Vorträge. 1879 berichtete er von den von ihm besuchten Weltausstellungen, 1882 sprach er auf der Hauptversammlung in Magdeburg über Tiefbohrungen. 1887 und 1888 war er Vorsitzender des VDI.
Am 28. Dezember 1883 wurde Wolf Mitglied des Kollegiums der Ältesten der Kaufmannschaft und der Handelskammer Magdeburg. 1898 wurde die R. Wolf Stiftung gegründet, die von der Handelskammer verwaltet wurde.

## Ehrungen
1885 wurde Wolf mit dem Ehrentitel Kommerzienrat und 1897 mit dem Roten Adlerorden ausgezeichnet. Die Technische Hochschule (Berlin-)Charlottenburg verlieh Wolf die Ehrendoktorwürde (als Dr.-Ing. E.h.). In späteren Jahren benannte die Stadt Magdeburg ihm zu Ehren eine Straße als Rudolf-Wolf-Straße. Auf dem Gelände des von ihm begründeten Werkes in Salbke, dem späteren SKL erinnert ein Denkmal an ihn.